# Ферорезонанс
Ферорезонанс — нелінійний резонанс, який може виникати в електричних колах. Необхідна умова — ємність (кабелі, ємнісні дільники напруги у вимикачах та ін.) і нелінійна індуктивність (силові трансформатори, електромагнітні трансформатори напруги, реактори) в контурі. В лінійних колах ферорезонанс не зустрічається.
Головна особливість ферорезонансу — можливість виникнення в одному і тому ж колі різних його режимів у відповідь на різні збудження.
Явища, аналогічні ферорезонансу, можуть виникати і при нелінійній ємності, якщо індуктивність лінійна, в лінійних колах потрібно змінити параметри або частоту.
Причина нелінійності індуктивності — матеріал магнітопровід індуктивного елемента, нелінійно реагує на магнітне поле. Магнітопровід зазвичай виготовляються з феромагнітних або феримагнітних матеріалів. Слід враховувати, що на момент введення терміна «ферорезонансу» (1920) теорія Феримагнетизм не була побудована; всі подібні матеріали називалися феромагнетиками. Звідси і назва явища «ферорезонансу».

## Різновиди
- Ферорезонанс напруги. Відбувається при послідовному з'єднанні ємності та індуктивності.
- Ферорезонанс струмів. Відбувається при паралельному з'єднанні ємності та індуктивності.
- У розгалужених мережах зі складними схемами з'єднання зустрічаються випадки ферорезонансу, які неможливо розглядати як ферорезонанс напруг або ферорезонанс струмів.

## Режими ферорезонансу
- Основний режим: напруги і струми в основному з періодом системи.
- Субгармонічний режим. Напруги і струми з періодами, кратними періоду системи.

Рідше зустрічаються:
- квазиперіодичний режим
- хаотичний режим.

Характер практично виникаючого режиму залежить від початкових умов і надто сильно залежить від параметрів системи.

## Практичне значення
Ферорезонанс може виникати в електричних мережах як шкідливе явище, що приводить до серйозних пошкоджень обладнання. ферорезонансні процеси викликають тривалі перенапруги та надструми, які не обмежуються традиційними засобами придушення та можуть призводити до складних системних аварій.
Найбільш шкідливий режим з періодом системи; характерні також субгармонічні режими на 1/3 і 1/5 частоти, з меншими діючими струмами. Значна кількість аварій в енергосистемах з невстановленими причинами пояснюється ферорезонансом.
Може виникати в результаті від'єднань чи під'єднань, перехідних процесів, грозових перенапруг, тобто при зміні режиму роботи електричної мережі, при аваріях, або в результаті зовнішнього впливу. Робота електричної мережі в режимі ферорезонансу може довгий час залишатися непоміченою.
При ферорезонансі нерідко пошкоджуються електромагнітні трансформатори напруги, не тільки через надмірний струм, а й через термічне ушкодження. Технічні заходи із запобігання аваріям полягають в основному в тимчасовому або постійному збільшенні активних втрат в резонансному контурі. Таким чином вдається припинити ферорезонанс або не допустити його виникнення. Навмисне збільшення втрат, зокрема, може досягатися вибором конструкції трансформатора, коли магнітопровід частково виконується з товстолистової конструкційної сталі.

## Умови виникнення
У нормальних режимах роботи трифазної мережі ферорезонанс малоймовірний, тому що ємності конструкційних елементів виявляються зашунтованими індуктивним опором вхідної мережі живлення.
Нормальний режим є симетричним. Найбільш поширена на практиці причина ферорезонансу — незаземлена (ізольована) нейтраль в поєднанні з неповнофазним режимом. При ізольованій нейтралі ємність мережі відносно землі з'єднується послідовно з обмотками силового трансформатора або електромагнітного трансформатора напруги, що створює сприятливу умову для ферорезонансу. Неповнофазний режим може виникати при неповнофазному включенні, при розриві однієї фази або при несиметричному короткому замиканні.

## Історія
Ферорезонанс вперше описаний Жозефом Бетено (фр. Joseph Bethenod в його статті 1907 року. Термін ферорезонанс, по всій видимості, введений Полем Бушері (фр. Paul Boucherot і вперше з'являється в його публікації 1920 року, де він аналізував явище виникнення двох стабільних частот в контурі з резистором, конденсатором і нелінійною індуктивністю.